# TeamCombat:Urban Assault
『TeamCombat:Urban Assault』（チームコンバット:アーバン アサルト）は、TrueCombat:Elite（以下TC:E）の元開発者を含むチームによって開発が進められているFPSゲーム。
開発が事実上停止状態にあるTC:Eの、実質的な後継バージョンとも見なされている。
TC:Eと同様、無料で公開される予定。ゲームエンジンは、TC:Eとは異なるGarageGamesのTGEAを使用している。Mac OS X版やLinux版が開発されるかは未定であるが、TGEAはクロスプラットフォームなので、Mac OS X版やLinux版の開発は可能である。開発者は2009年以内にデモ版を公開する意向である。
ペプシによる支援を受けている。